# 이기심의 미덕
이기심의 미덕 ( The Virtue of Selfishness )은 철학자이며 소설가인 아인 랜드에 의해 쓰인 수필집으로 1964년에 출간되었다. 이 책에서 아인랜드의 객관주의 철학내용을 볼 수 있다. 그녀는 이기주의(egoism)를 윤리의 이성코드로 보았고, 정반대의 개념인 이타주의를 파괴적인 것으로 묘사하였다.  
이기심을 미덕으로 본 그녀의 생각은 많은 비판을 받았는데 철학자인 샨드란 쿠카타스는 그녀의 관점이 그녀를 악명높게 만들었으며 지식인 사이에서 비주류로 만들었다고 평가하였다.  하지만, 그녀는 이기심의 정의를 단순히 '한 개인이 자신의 이익에 대하여 관심을 갖는 것'으로 정의하였는 데, 그녀는 이기심과 악을 동일시 하는 것이 인류의 도덕의 발전을 저해하였으며, 폐기되어야 할 관점이라고 주장하였다. 

## 번역서
- <이기심의 미덕> 정명진 역, 부글북스, 2017년 7월 31일